# Zygaenosia fumigata
Zygaenosia fumigata är en fjärilsart som beskrevs av Arnold Pagenstecher 1900. Zygaenosia fumigata ingår i släktet Zygaenosia och familjen björnspinnare. Inga underarter finns listade i Catalogue of Life.